# Georgina Lowe
Georgina Lowe, née en 1962, est une productrice de télévision britannique.

## Biographie
En 2011, elle a été nommée par la BAFTA pour le film Another Year comme meilleur film britannique.

## Filmographie

### Productrice
- 2012 : A Running Jump (court-métrage)
- 2012 : Eternal Law (série TV)
- 2010 : Another Year
- 2007-2009 : Kingdom (série TV)
- 2008 : Happy-Go-Lucky
- 2006 : A Good Murder (téléfilm)
- 2005 : Fingersmith (mini-série TV)
- 2004 : Vera Drake
- 2004 : De-Lovely
- 2003 : The Mayor of Casterbridge (téléfilm)
- 2002 : Tipping the Velvet (mini-série TV)
- 2002 : The Final Curtain
- 2002 : All or Nothing
- 1999 : Topsy-Turvy
- 1991 : The The Versus the World (documentaire)